# Jean Balon
Jean Balon, o Ballon, (spesso confuso con Claude Balon) (Parigi, 20 febbraio 1676 – 1710  o 1712, data di morte incerta), è stato un danzatore francese, molto apprezzato da Luigi XIV e associato all'espressione del gergo della danza (FR)  «avoir du ballon».

## Biografia
Jean Balon è nato in una famiglia di danzatori professionisti da François Balon, nato nel 1644, e Jeanne Martin, di alcuni anni più giovane. Jean era il terzo di almeno quattro figli.
Sembra che suo padre François fosse uno dei tredici maîtres à danser (maestri di danza) nominati da Luigi XIV al momento della fondazione dell'Académie royale de danse (1661), mentre il nonno, Antoine Balon (c. 1596 - c.1654), era stato maître à danser alla corte di Luigi XIV e si era fatto un nome come uno dei maestri conservatori della danza terre à terre, uno stile elegante e nobile che è stato via via superato nella seconda metà del XVII secolo da un nuovo stile, amato dal Re Sole.

Lo studio dove François Balon dava lezioni è il primo in cui è attestato l'uso di specchi per controllare la postura, e di un pavimento liscio di legno.
Jean Balon si faceva notare per la sua bravura nel nuovo stile "alto" e movimentato, ed era inoltre amato per il suo aspetto piacevole e i suoi tratti femminili.
I suoi ruoli erano spesso in coppia con Marie-Thérèse de Subligny o Françoise Prévost. Quelli di cui ci è giunta notizia sono:
- Ballet de la Jeunesse, presentato a Versailles (1686)
- Orontée, balletto presentato al castello di Chantilly nel 1688 davanti al re di Francia Luigi XIV, e in cui, bambino, interpreta i ruoli di un Amorino e di un Fauno.
- Amadis de Grèce, tragédie en musique di Houdar de la Motte (1699)
- Le Carnaval et la Folie di Houdar de la Motte, rappresentato davanti al re a Fontainebleau (1704)[4]
- Alcione (1706)
- Cassandre di Chansel de la Grange (1706)[4]
- Essé (1708)
- Méléagre (1709)
- Sémélé (1709)
- Diomède (1710)

Dopo il 1710 non vi è più notizia di ruoli interpretati da Jean Balon. La sua figura è spesso confusa con quella di Claude Balon, suo contemporaneo, collega e parente.

## «Ballon» nel linguaggio della danza
L'espressione (FR)  «avoir du ballon», con cui ci si riferisce all'apparente leggerezza dei danzatori nei salti e nelle evoluzioni aeree, è spesso fatta risalire alla bravura di Jean o Claude Balon. Tuttavia essa pare derivare non tanto dal nome di questi danzatori, quanto piuttosto dall'accostamento con i palloni aerostatici, molto presenti nella fantasia del pubblico nel XIX secolo. All'epoca di Jean e Claude Balon infatti la tecnica di salti ed evoluzioni era ancora poco sviluppata.